# Правительство Азавада
Правительство Азавада  — высший орган, осуществляющий исполнительную власть в Азаваде. Создано правительство 7 июня 2012 года, а упразднено 15 июля 2012 года и заменено на Революционный совет.

## Состав правительства
| Министерство. Министр:                                                         | ФИО                                              | Назначение      |
| ------------------------------------------------------------------------------ | ------------------------------------------------ | --------------- |
| Президент Азавада:                                                             | Билял аг Ашериф                                  | 7 июня 2012     |
| Секретарь президиума НДОА, Исполняющий обязанности премьер-министра:           | Махмуд аг Агали                                  | 15 октября 2011 |
| Министерство по внешним связям и международному сотрудничеству. Министр:       | Хама аг Махмуд                                   | 7 июня 2012     |
| Министерство обороны. Министры:                                                | Полковник Мохамед Нажим и Полковник Хасан аг Ага | 7 июня 2012     |
| Министерство по заряду территориального управления. Министр:                   | Аллия аг Элмет                                   | 7 июня 2012     |
| Министерство экономики и финансов. Министр:                                    | Атланта аг Ибалаг                                | 7 июня 2012     |
| Сотрудник по вопросам информации:                                              | Мосса аг Ассарит                                 | 7 июня 2012     |
| Министерство Юстиции. Министр:                                                 | Саид Бен Белла                                   | 7 июня 2012     |
| Министерство торговли и транспорта. Министр:                                   | Билал аг Усмал                                   | 7 июня 2012     |
| Сотрудник ориентации и исламской проповеди                                     | Абдала аг Аллах                                  | 7 июня 2012     |
| Сотрудник горнорудной промышленности, энергетики и водных ресурсов:            | Ахмед Мохамед аг-Гиди                            | 7 июня 2012     |
| Министерство связи и новых технологий. Министр:                                | Мохамед ульд Ахмед Ламин                         | 7 июня 2012     |
| Министерство внешности по правам человека и гуманитарной помощи. Министр:      | Ибрагим Мохаммед                                 | 7 июня 2012     |
| Министерство здравоохранения и социального обеспечения. Министр:               | Набитика Ассамадо                                | 7 июня 2012     |
| Министерство образования. Министр:                                             | Абдулкарим аг Матафа                             | 7 июня 2012     |
| Министерство сельского хозяйства, животноводства и рыбного хозяйства. Министр: | Ибрагим Моххамед Габди                           | 7 июня 2012     |
| Ответственный за социальную сплочённость:                                      | Мохамед Осман                                    | 7 июня 2012     |
| Министерство спорта и молодёжной политики. Министр:                            | Мохамед Зейни                                    | 7 июня 2012     |
| Ответственный по вопросам культуры, искусств и туризма:                        | Ародей Намату                                    | 7 июня 2012     |
| Министерство по охране окружающей среды. Министр:                              | Бей аг Дукнейм                                   | 7 июня 2012     |
| Пресс-секретарь Временного правительства                                       | Хама аг Сигбале                                  | 7 июня 2012     |
| Комитет по делам ветеранов, мучеников и жертв войны. Глава комитета:           | Юсуп аг Ашиг                                     | 7 июня 2012     |
| Министерство планирования и статистики. Министр:                               | Мохаммед аг Ассарид                              | 7 июня 2012     |